# 大阪市立生野図書館
大阪市立生野図書館（おおさかしりついくのとしょかん）は、大阪府大阪市にある公立の図書館。大阪市立図書館のうち生野区にある地域図書館（分館）であり、生野区勝山南4丁目に位置する。ハングル図書・雑誌・新聞などを集めた韓国・朝鮮図書コーナーがある。

## 施設概要
- 開館：1981年（昭和56年）5月20日
- 延床面積：893.81平方メートル
- 閲覧室：409平方メートル

（図書館は3階、1階は大阪市防火管理協会）

## 所蔵
- 図書：66,317冊（内　成人用　41,690冊、児童用　24,627冊）
- 雑誌：82誌
- 新聞：18紙
- DVD：261枚
- 紙芝居：293枚

（2022年3月末現在）

## 貸出
- 1人15冊まで（うち、CD・DVD・カセットは5点まで）15日間[3]

## アクセス
- Osaka Metro今里駅またはJR大和路線東部市場前駅（杭全バス停）から、大阪シティバス大池橋バス停下車すぐ
- 大阪環状線 桃谷駅 南東へ約1.5km
- Osaka Metro千日前線 北巽駅 西へ約1.4km

## その他
- 第5教科書センター（採択地区:東成区・生野区）で、小・中学校用教科書を所蔵